# فرض عين
فرض عين هو مصطلح شرعي إسلامي يتعلق بالواجبات الشرعية، والمقصود أنه واجب على كل مسلم، وهو ما طلب الشرع فعله من كل فرد من الأفراد المكلفين، من غير أن يجزئ قيام مكلَّف به عن آخر، ولابد لكل مسلم مكلف من معرفتها، وهو مقدم على فرض الكفاية، ودليل أهميته عند الأصوليين أنه وجب على جميع المكلفين، ويأتي على رأس الفروض العينية، أركان الإسلام، وقد يتحول فرض الكفاية في حق بعض المكلفين، وفي بعض الأحوال إلى فرض عين، لا يسع المكلف تركها، وهناك فروق بين فرضَيّ العين والكفاية.

## تعريف فرض العين
الفرض في اللغة: يطلق على معان، منها:
- الإيجاب: قال تعالى: ﴿سُورَةٌ أَنْزَلْنَاهَا وَفَرَضْنَاهَا﴾ [النور:1]، أي ألزمناكم العمل بما فُرض عليكم.[11]
- البيان: قال تعالى:﴿قَدْ فَرَضَ اللَّهُ لَكُمْ تَحِلَّةَ أَيْمَانِكُمْ﴾ [التحريم:2]، أي بينّها.[12]
- التقدير: قال تعالى:﴿فَنِصْفُ مَا فَرَضْتُمْ﴾ [البقرة:237]، أي قدرتم.[11]

ومن خلال ما سبق، فإن المعنى الذي أخذ به جمهور الفقهاء في اصطلاحهم لكلمة (الفرض)، هو المعنى الأول: (الإيجاب)، فالفرض والواجب شيء واحد عند الجمهور.
والعين في اللغة: تقع بالاشتراك على معان مختلفة، منها: العين: الباصرة التي يبصر بها، والعين: الإصابة بالعين، والعين: جريان الماء، والحاضر من كل شيء. والعين: الجاسوس.
فرض العين اصطلاحاً:
هو فرض على الأشخاص بأعيانهم، لا يسقط عنهم بقيام الغير، وواجب على كل واحد من آحاد المكلفين".

## تقديم الفرض العيني على الفرض الكفائي
قال أكثر الأصوليين، ومنهم: القرافي، والغزالي، والزركشي، والسيوطي، والطوفي: "أن القيام بفرض العين أفضل من القيام بفرض الكفاية"،ومن أدلتهم:
ما ثبت أن عبد الله بن عمرو  يقول: «جاء رجل إلى النبي ﷺ، فاستأذنه في الجهاد، فقال: «أحي والداك؟»، قال: نعم، قال: ففيهما فجاهد»، ووجه الاستدلال: "إن النصوص الشرعية قدمت فرض العين على فرض الكفاية، ومن ذلك تقديم بر الوالدين وهو فرض عين، على الجهاد وهو فرض كفاية، وفرض (العين) مقدم.
وفي الفروق للقرافي: إن المصلحة في الفرض العيني تتكرر بتكرر الفعل بخلاف الفرض الكفائي، فإن المصلحة فيه لا تتكرر؛ لأنه دون فرض الكفاية، وقال صاحب التحبير: "وهو الصحيح أن فرض العين أفضل، لأن فرضه أهم ولذلك وجب على الأعيان، وهذا قول الأكثر.

## مقصود الشريعة من فرض العين
تحصيل المصلحة لكل واحد من المكلفين على حِدته؛ لتظهر طاعته، ومعصيته، كما قال ﷺ: «ما من امرئ مسلم تحضره صلاة مكتوبة، فيحسن وضوءها، وخشوعها، وركوعها، إلا كانت كفارة لما قبلها من الذنوب ما لم يؤت كبيرة، وذلك الدهر كله»، فهنا واضح اختبار الأعيان بالصلاة لتظهر طواعيته من عدمها؛ لينال الأجر من الله، بالإضافة إلى المصالح المتعدية المتحصلة من إقامة فرض العين، كما في قوله ﷺ: «استووا ولا تختلفوا، فتختلف قلوبكم..»، إذ إن مخالفة الظاهر تستدعي مخالفة الباطن، وموافقة الظاهر تستدعي موافقة الباطن.
والمصلحة في الحج ونحوه من العبادات هو طاعة الله بفعلها، تعظيماً لأمره، ولما يترتب عليها للمكلفين من الفوائد الأخروية، والتعبد فيها ظاهر.

## الفروض العينية
فروض العين؛ هي التي لا يجوز للمسلم التخلف عنها إلا بعذر شرعي، وتنقسم إلى ثلاثة أقسام:
الواجب الأول: معرفة الله تعالى وتوحيده: أي أنه سبحانه واحد في ذاته، واحد في صفاته، واحد في أفعاله، فكيف يعبد من لا يعرف، وهو أول واجب على المكلف.
الواجب الثاني: العبادات وأحكامها: ومنها (الصلاة)، والقيام بشروطها وأركانها وواجباتها، التي لابد منها لصحة الصلاة ومنها: الوضوء للصلاة والغسل من الجنابة وغيرها من موجبات الغسل، وطهارة الجسد والثوب والمكان، واستقبال القبلة، ودخول الوقت، وستر العورة، وتكبيرة الإحرام، وكذلك القيام بأركان الصلاة من قيام وركوع وسجود وقراءة وقعود التشهد، وغيرها، و(وصوم رمضان) والقيام بشروط صحته الثلاثة: النية، والخلو عما ينافيه من حيض ونفاس، وعما يفسده، والقيام بركنه وهو الكف عن قضاء شهوتَي البطن والفرج وما ألحق بهما، و(زكاة الأموال، والفطر) و(الحج).
الواجب الثالث: تزكية النفس من الرذائل والأخلاق المذمومة ومنها: حب الدنيا والانهماك بها، بحيث تؤدي إلى نسيان الآخرة، والغضب والبغض والحقد والحسد والعجب والرياء والسمعة والاعتماد على الأسباب فقط، وكذا الكبر والطمع والبخل وحب الجاه وغير ذلك.

## تحويل فرض الكفاية إلى فرض عين
هناك ثمة حالات يصير فيها فرض الكفاية فرضاً عينياً، لا يسع المكلّف تركها، وهي:
1. إذا كان لا يتمكن من القيام بفرض الكفاية إلا شخص، أو جماعة: فإنه يصبح أداء الواجب الكفائي فرضا ًعينياً في حقهم، مثال ذلك: لو رأى شخصاً غريقاً، ولم يكن هناك غيره ممن يستطيع، فإنه يجب عليه إنقاذه، ومن مات رفيقه، ولم يحضر موته غيره، تعين عليه القيام بغسله ودفنه وتكفينه، ومن عثر على ذي مخمصة من المسلمين، ولم يحضره غيره ممن يمكنه سد مخمصته، فإنه يجب عليه ذلك، وإن لم يوجد في بلدة مثلاً عالم بالشرع إلا هو، تعينت عليه الفتوى فيها، وكذا تعين عليه تعليمهم، ونظيره لو عدم من يحسن الطب، ومن يحسن القضاء، لأن الواجب الكفائي قد انقلب في حقهم عينياً".[30]
2. إذا كان الفرض الكفائي مما كلَّفه به ولي الأمر، يصبح هذا الفرض متعيناً عليه.[9]
3. إذا غلب على ظن المكلف أن من قام بالواجب الكفائي لم يحقق المصلحة المراد تحقيقها للمجتمع، أو غلب على ظنه أنه لم يقم بها أحد، يصبح الكفائي واجباً عينياً عليه.[30]
4. احتلال جزء من أرض المسلمين من قبل أعداء الدين، حينها يتحول الجهاد من كونه فراضاً كفائياً إلى فرض عيني على كل قادر، بكل السبل والطرق المتاحة لمحاربتهم،[31] يقول صاحب التاج والإكليل: " إذا نزل قوم من العدو بأحد من المسلمين وكانت فيهم قوة على مدافعتهم؛ فإنه يتعين عليهم المدافعة، فإن عجزوا تعين على كل من قرب منهم نصرتهم"،[32] ويقول الشاطبي: "وكذلك الجهاد إنما يتعين القيام به على من فيه نجدة وشجاعة، وما أشبه ذلك من الخطط الشرعية.[33]

## الفرق بين فرض العين مع فرض الكفاية

### من ناحية فاعله
ففي الفرض العيني مطلوب من كل واحد من المكلفين بعينه، فلا يقوم فعل غيره مقام فعله إلا بإذنه، فإن أذن له في فعله نيابة عنه، فإن كان الواجب مما تدخله النيابة أجزأه ما يفعله ذلك الغير عنه وإلا فلا.
وأما الواجب الكفائي فلا يطلب من كل واحد ولا من واحد معين، بل إذا قام به من يكفي أجزأ، ولا يشترط فيه الإذن، بل مهما فعل أجزأ عمن لم يفعل.

### من ناحية الحكم
ومن ناحية جنس الوجوب فكلاهما واجب ويعاقب عليه الشخص، ويأثم حين تركه، أما الاختلاف في الحكم بينهما، فهو من خلال النوع، فالفرض الكفائي لا يشمل جميع المكلفين ويسقط الحكم فيه بفعل البعض له ممن يتحقق بهم الكفاية؛ لأن المقصود منه تحصيل المصلحة العامة من حيث الجملة، بعكس الفرض العيني فجميع المكلفين مطالبين فيه، بدليل تأثيم الجميع له عند الترك له.

### من حيث التكرار
حيث إن فرض العين تتكرر مصلحته بتكرره، كصلاة الظهر مثلاً، فإن مصلحتها الخضوع لله وتعظيمه ومناجاته والتذلل إليه والمثول بين يديه والتفهم لخطابه والتأدب بأدبه، وهذه مصالح تتكرر كلما تكررت الصلاة، فتجب على كل مكلف.
أما فرض الكفاية فالأصل أنه لا يتكرر مصلحته بتكرره كنزول البحر لإنقاذ غريق، فإن مصلحته لا تتكرر بنزول كل مكلف، فإذا أنقذ الغريق إنسان تحققت المصلحة بنزوله، والنازل بعد ذلك إلى البحر لا تحصل منه مصلحة إنقاذ ذلك الغريق، فجعله صاحب الشرع على الكفاية نفياً للعبث في الأفعال، ولكن هناك من فروض الكفايات مما يتكرر فعلها كالأمر بالمعروف والنهي عن المنكر، وأداء الجهاد، والاشتغال بالعلم، وصلاة الجنازة ونحو ذلك.

### من حيث التقديم
ففرض الأعيان يُقدم على فرض الكفاية؛ لأن طلب الفعل من جميع يقتضي أرجحية ما طلب من البعض فقط، ولأن فرض الكفاية يعتمد عدم تكرر المصلحة بتكرر الفعل، وفرض الأعيان يعتمد تكرر المصلحة بتكرر الفعل.

### من حيث السقوط بغلبة الظن
بحيث يكفي في سقوط المأمور به على الكفاية ظن الفعل لا وقوعه تحقيقاً، بعكس الفرض إذا تعين فإنه لا يسقط، فإذا غلب على ظن هذه الطائفة أن تلك فعلت سقط عن هذه، وإذا غلب على ظن كل واحدة منهما فعل الأخرى سقط الفعل عنهما.

### تحقيق المصلحة
ففرض العين يؤدي إلى تحقيق مصلحة الفرد ورفع شأنه في مجال الأمر المطلوب منه، في حين أن أي فرض الكفاية يؤدي إلى تحقيق مصلحة المجتمع، ورفع شأنه، فهو مهم من مهمات الوجود، سواء كانت دينية أو دنيوية، وهو ما أشار إليه الشاطبي بقوله: "وحاصل الثاني –أي طلب الكفاية- إقامة الأود العارض في الدين وأهله".

## وصلات خارجية
- الفروض الكفائية وأهميتها في بناء المجتمع

- معجم المعاني معنى كلمة فرض.